# Сафронов, Николай Фёдорович
Николай Фёдорович Сафронов (14 декабря 1924 года — 14 ноября 2001 года) — управляющий трестом «Магнитострой» Министерства строительства предприятий тяжёлой индустрии СССР, гор. Магнитогорск Челябинской области. Герой Социалистического Труда.

## Биография
Окончил Магнитогорский горно-металлургический институт (1949), инженер-строитель.
В 1943—1973 гг. — в тресте «Магнитстрой»: от рабочего до управляющего. Одновременно с 1968 г. — доцент кафедры строительного производства МГМИ. В 1973—1985 гг. — в Главюжуралстрое: начальник.
Руководил строительством и сдачей в эксплуатацию многих важных объектов промышленного и социально-бытового назначения, в том числе производственных цехов на ЧТЗ, ЧМЗ, ЧЭМК, корпуса клинической больницы № 1, возведением Северо-Западного жилого комплекса г. Челябинска и др.
Указом Президиума Верховного Совета СССР (неопубликованным) от 5 апреля 1971 года «за выдающиеся успехи в выполнении заданий пятилетнего плана по строительству и вводу в действие производственных мощностей, жилых домов и объектов культурно-бытового назначения» удостоен звания Героя Социалистического Труда с вручением ордена Ленина и золотой медали Серп и Молот.
Депутат Верховного Совета РСФСР 9-го и 11-го созывов, делегат XXIII и XXV съездов КПСС.
Проживал в Челябинске.
Скончался 14 ноября 2001 года. Похоронен на Левобережном кладбище Магнитогорска.

## Награды
- Лауреат премии Совета Министров СССР (1978, 1980)
- Герой Социалистического Труда (1971)
- Октябрьской Революции (1983)
- Трудового Красного Знамени (1966, 1977)
- Орден Отечественной войны I степени (1985)
- «Знак Почета» (1958)
- медалями
- заслуженный строитель РСФСР (1970)